# Temporada 1965-66 de los Baltimore Bullets
La temporada 1965-66 fue la quinta de los Baltimore Bullets en la NBA, y la tercera en su nueva localización de Baltimore, Maryland. La temporada regular acabó con 38 victorias y 42 derrotas, ocupando el segundo puesto de la División Oeste, cayendo derrotados en las semifinales de conferencia de los playoffs ante St. Louis Hawks.

## Elecciones en elDraft
| Ronda | Puesto | Jugador           | Posición | Nacionalidad   | Universidad |
| ----- | ------ | ----------------- | -------- | -------------- | ----------- |
| 1     | 4      | Jerry Sloan       | Escolta  | Estados Unidos | Evansville  |
| 2     | 12     | Tal Brody         |          | Estados Unidos | Illinois    |
| 4     | 30     | Skip Thoren       | Pívot    | Estados Unidos | Illinois    |
| 7     | 56     | Willie Somerset   | Base     | Estados Unidos | Duquesne    |
| 11    | 82     | Thales McReynolds | Escolta  | Estados Unidos | Miles*      |

## Temporada regular
| División Oeste         | División Oeste | División Oeste | División Oeste | División Oeste | División Oeste | División Oeste | División Oeste | División Oeste |
| Equipo                 | G              | P              | %              | PD             | Casa           | Fuera          | Neutral        | Div            |
| ---------------------- | -------------- | -------------- | -------------- | -------------- | -------------- | -------------- | -------------- | -------------- |
| x-Los Angeles Lakers   | 45             | 35             | .563           | –              | 28–11          | 13–21          | 4–3            | 29–11          |
| x-Baltimore Bullets    | 38             | 42             | .475           | 7              | 29–9           | 4–25           | 5–8            | 20–20          |
| x-St. Louis Hawks      | 36             | 44             | .450           | 9              | 22–10          | 6–22           | 8–12           | 19–21          |
| San Francisco Warriors | 35             | 45             | .438           | 10             | 12–14          | 8–19           | 15–12          | 21–19          |
| Detroit Pistons        | 22             | 58             | .275           | 23             | 13–17          | 4–22           | 5–19           | 11–29          |

## Playoffs

### Semifinales de División
Baltimore Bullets - St. Louis Hawks
| Fecha       | Partido                                    | Ciudad    |
| ----------- | ------------------------------------------ | --------- |
| 24 de marzo | Baltimore Bullets 111, St. Louis Hawks 113 | Baltimore |
| 27 de marzo | Baltimore Bullets 100, St. Louis Hawks 105 | Baltimore |
| 30 de marzo | St. Louis Hawks 121, Baltimore Bullets 112 | St. Louis |
|             | St. Louis gana las series 3-0              |           |

## Estadísticas
| Rk | Jugador           | Edad | P  | PT | MP   | TC  | TCI  | %TC  | TL  | TLI | %TL  | RB   | AS  | FP  | PTS  |
| 1  | Don Ohl           | 29   | 73 |    | 36.2 | 8.1 | 18.3 | .445 | 4.3 | 5.9 | .735 | 3.8  | 4.0 | 2.8 | 20.6 |
| 2  | Walt Bellamy      | 26   | 8  |    | 33.5 | 7.0 | 15.5 | .452 | 5.0 | 8.4 | .597 | 12.8 | 2.3 | 4.0 | 19.0 |
| 3  | Kevin Loughery    | 25   | 74 |    | 33.2 | 7.1 | 17.1 | .416 | 4.0 | 4.8 | .830 | 3.1  | 4.8 | 3.7 | 18.2 |
| 4  | Gus Johnson       | 27   | 41 |    | 31.3 | 6.7 | 16.1 | .413 | 3.2 | 4.3 | .736 | 13.3 | 2.8 | 3.3 | 16.5 |
| 5  | Bailey Howell     | 29   | 78 |    | 29.8 | 6.2 | 12.6 | .488 | 5.2 | 7.1 | .730 | 9.9  | 2.0 | 3.9 | 17.5 |
| 6  | Jim Barnes        | 24   | 66 |    | 29.2 | 4.7 | 11.0 | .423 | 2.8 | 4.1 | .679 | 10.3 | 1.3 | 3.8 | 12.1 |
| 7  | Red Kerr          | 33   | 71 |    | 24.9 | 4.0 | 9.7  | .413 | 2.9 | 3.8 | .768 | 8.3  | 3.2 | 2.1 | 11.0 |
| 8  | Johnny Egan       | 27   | 69 |    | 23.0 | 3.7 | 8.1  | .455 | 2.4 | 3.1 | .765 | 2.6  | 3.8 | 2.4 | 9.8  |
| 9  | Johnny Green      | 32   | 72 |    | 20.0 | 4.4 | 8.2  | .535 | 2.6 | 5.0 | .524 | 7.9  | 1.3 | 2.3 | 11.3 |
| 10 | Wayne Hightower   | 26   | 24 |    | 19.2 | 2.6 | 7.8  | .339 | 2.4 | 3.3 | .731 | 5.5  | 1.5 | 2.5 | 7.6  |
| 11 | Bob Ferry         | 28   | 66 |    | 18.6 | 2.8 | 6.9  | .411 | 1.6 | 2.4 | .669 | 5.1  | 1.7 | 2.0 | 7.3  |
| 12 | Jerry Sloan       | 23   | 59 |    | 16.1 | 2.0 | 4.9  | .415 | 1.7 | 2.4 | .705 | 3.9  | 1.9 | 3.0 | 5.7  |
| 13 | Ben Warley        | 29   | 56 |    | 13.7 | 2.1 | 5.0  | .409 | 1.1 | 1.7 | .660 | 3.8  | 0.4 | 2.3 | 5.3  |
| 14 | Willie Somerset   | 23   | 8  |    | 12.3 | 2.3 | 5.4  | .419 | 1.1 | 1.4 | .818 | 1.9  | 1.1 | 2.6 | 5.6  |
| 15 | Thales McReynolds | 22   | 5  |    | 5.6  | 0.2 | 2.4  | .083 | 0.2 | 0.4 | .500 | 1.2  | 0.2 | 0.0 | 0.6  |
| 16 | Gary Bradds       | 23   | 3  |    | 5.0  | 0.7 | 2.0  | .333 | 1.0 | 1.3 | .750 | 2.7  | 0.3 | 0.3 | 2.3  |